# Elise Kellond-Knight
Elise Kellond-Knight (Southport, 10 de agosto de 1990) é uma futebolista profissional australiana que atua como volante.

## Carreira
Elise Kellond-Knight fará parte do elenco da Seleção Australiana de Futebol Feminino, nas Olimpíadas de 2016. 